# Polypodium albulum
Polypodium albulum là một loài dương xỉ trong họ Polypodiaceae. Loài này được Christ in C.Chr. mô tả khoa học đầu tiên năm 1906.
Danh pháp khoa học của loài này chưa được làm sáng tỏ. 